# 似紅刀脂鯉
似紅刀脂鯉（学名：Psectrogaster rutiloides），為輻鰭魚綱脂鯉目脂鯉亞目無齒脂鯉科的其中一個種，分布於南美洲亞馬遜河流域，體長可達14.3公分，棲息在底中層水域，以生活習性不明，可做為食用魚。